# Петрухин, Максим Алексеевич
Максим Алексеевич Петрухин (1867 — ?) — крестьянин, член Государственной думы I созыва от Тульской губернии.

## Биография
Крестьянин села Кологривое Богородицко-Локотецкой волости Ефремовского уезда Тульской губернии. Учился в церковно-приходской школе. В 1897 служил податным сборщиком, заведующим хлебозапасным магазином. Три года был волостным судьёй. Был в течение 5 лет уполномоченным по общественным делам крестьян. По современным источникам в момент избрания в Думу ни в какой партии не состоял, но источники начала века сообщают, что Петрухин состоял в партии "народной свободы". Земледелец.
26 марта 1906 избран в Государственную думу I созыва от общего состава выборщиков Тульского губернского избирательного собрания. Вошёл в Трудовую группу. В работе думских комиссий участия не принимал, в Думе не выступал.
Дальнейшая судьба и дата смерти неизвестны.